# Cynometra mirabilis
Cynometra mirabilis là một loài thực vật có hoa trong họ Đậu. Loài này được Meeuwen miêu tả khoa học đầu tiên.